# Figeac (quận)
Quận Figeac là một quận của Pháp nằm trong tỉnh Lot thuộc vùng Occitanie. Nó có 9 tổng và 120 xã.

## Các đơn vị hành chính

### Các tổng
Các tổng của quận Figeac là:
1. Bretenoux
2. Cajarc
3. Figeac-Est
4. Figeac-Ouest
5. Lacapelle-Marival
6. Latronquière
7. Livernon
8. Saint-Céré
9. Sousceyrac

### Các xã
Các xã của quận Figeac và mã INSEE là:
| 1. Albiac (46002)                    | 2. Anglars (46004)                   | 3. Assier (46009)                  | 4. Autoire (46011)                   |
| 5. Aynac (46012)                     | 6. Bagnac-sur-Célé (46015)           | 7. Bannes (46017)                  | 8. Belmont-Bretenoux (46024)         |
| 9. Bessonies (46338)                 | 10. Biars-sur-Cère (46029)           | 11. Boussac (46035)                | 12. Brengues (46039)                 |
| 13. Bretenoux (46038)                | 14. Béduer (46021)                   | 15. Cadrieu (46041)                | 16. Cahus (46043)                    |
| 17. Cajarc (46045)                   | 18. Calviac (46048)                  | 19. Cambes (46051)                 | 20. Camboulit (46052)                |
| 21. Camburat (46053)                 | 22. Capdenac (46055)                 | 23. Carayac (46056)                | 24. Cardaillac (46057)               |
| 25. Comiac (46071)                   | 26. Corn (46075)                     | 27. Cornac (46076)                 | 28. Cuzac (46085)                    |
| 29. Durbans (46090)                  | 30. Espagnac-Sainte-Eulalie (46093)  | 31. Espeyroux (46096)              | 32. Espédaillac (46094)              |
| 33. Estal (46097)                    | 34. Faycelles (46100)                | 35. Felzins (46101)                | 36. Figeac (46102)                   |
| 37. Flaujac-Gare (46104)             | 38. Fons (46108)                     | 39. Fourmagnac (46111)             | 40. Frayssinhes (46115)              |
| 41. Frontenac (46116)                | 42. Gagnac-sur-Cère (46117)          | 43. Gintrac (46122)                | 44. Girac (46123)                    |
| 45. Glanes (46124)                   | 46. Gorses (46125)                   | 47. Grèzes (46131)                 | 48. Gréalou (46129)                  |
| 49. Issendolus (46132)               | 50. Issepts (46133)                  | 51. Labastide-du-Haut-Mont (46135) | 52. Labathude (46139)                |
| 53. Lacam-d'Ourcet (46141)           | 54. Lacapelle-Marival (46143)        | 55. Ladirat (46146)                | 56. Lamativie (46150)                |
| 57. Larnagol (46155)                 | 58. Larroque-Toirac (46157)          | 59. Latouille-Lentillac (46159)    | 60. Latronquière (46160)             |
| 61. Lauresses (46161)                | 62. Laval-de-Cère (46163)            | 63. Le Bourg (46034)               | 64. Le Bouyssou (46036)              |
| 65. Lentillac-Saint-Blaise (46168)   | 66. Leyme (46170)                    | 67. Linac (46174)                  | 68. Lissac-et-Mouret (46175)         |
| 69. Livernon (46176)                 | 70. Loubressac (46177)               | 71. Lunan (46180)                  | 72. Marcilhac-sur-Célé (46183)       |
| 73. Mayrinhac-Lentour (46189)        | 74. Molières (46195)                 | 75. Montbrun (46198)               | 76. Montet-et-Bouxal (46203)         |
| 77. Montredon (46207)                | 78. Planioles (46221)                | 79. Prendeignes (46226)            | 80. Prudhomat (46228)                |
| 81. Puybrun (46229)                  | 82. Puyjourdes (46230)               | 83. Quissac (46233)                | 84. Reilhac (46235)                  |
| 85. Reyrevignes (46237)              | 86. Rudelle (46242)                  | 87. Rueyres (46243)                | 88. Sabadel-Latronquière (46244)     |
| 89. Saignes (46246)                  | 90. Saint-Bressou (46249)            | 91. Saint-Chels (46254)            | 92. Saint-Cirgues (46255)            |
| 93. Saint-Céré (46251)               | 94. Saint-Félix (46266)              | 95. Saint-Hilaire (46269)          | 96. Saint-Jean-Lagineste (46339)     |
| 97. Saint-Jean-Lespinasse (46271)    | 98. Saint-Jean-Mirabel (46272)       | 99. Saint-Jean-de-Laur (46270)     | 100. Saint-Laurent-les-Tours (46273) |
| 101. Saint-Maurice-en-Quercy (46279) | 102. Saint-Michel-Loubéjou (46284)   | 103. Saint-Médard-Nicourby (46282) | 104. Saint-Médard-de-Presque (46281) |
| 105. Saint-Paul-de-Vern (46286)      | 106. Saint-Perdoux (46288)           | 107. Saint-Pierre-Toirac (46289)   | 108. Saint-Simon (46292)             |
| 109. Saint-Sulpice (46294)           | 110. Saint-Vincent-du-Pendit (46295) | 111. Sainte-Colombe (46260)        | 112. Sonac (46306)                   |
| 113. Sousceyrac (46311)              | 114. Sénaillac-Latronquière (46302)  | 115. Tauriac (46313)               | 116. Terrou (46314)                  |
| 117. Teyssieu (46315)                | 118. Thémines (46318)                | 119. Théminettes (46319)           | 120. Viazac (46332)                  |